# Manche
Manche (oznaka 50) je francoski departma v regiji Spodnji Normandiji. Ime je dobil po Rokavskemu prelivu (francosko La Manche).

## Zgodovina
Departma je bil ustanovljen v času francoske revolucije 4. marca 1790 iz dela nekdanje province Normandije.
Prvotno je bilo glavno mesto departmaja Coutances do 1796, ter v obdobju po drugi svetovni vojni, ko je bilo tedanje glavno mesto Saint-Lô med zavezniškim izkrcanjem v Normandiji (Dan D) popolnoma uničeno. Po obnovi je Saint-Lô ponovno postal glavno mesto departmaja.

## Geografija
Manche leži na zahodu regije Spodnje Normandije in vključuje Cotentinski polotok ter otočje Chausey. Na zahodu in severu ga obliva Rokavski preliv, na vzhodu meji na departmaja Calvados in Orne, na jugu pa na departma regije Loire Mayenne in Ille-et-Vilaine (regija Bretanja).
V departmaju se nahaja znameniti samostan Mont-Saint-Michel.